# Antiquarium stabiano
L'Antiquarium stabiano è stato un museo archeologico ubicato a Castellammare di Stabia che raccoglieva una collezione di circa 8.000 reperti provenienti dal sito archeologico dell'antica città di Stabiae: chiuso dalla fine degli anni novanta, è stato sostituito nel 2020 dal Museo archeologico di Stabia Libero D'Orsi.

## Storia

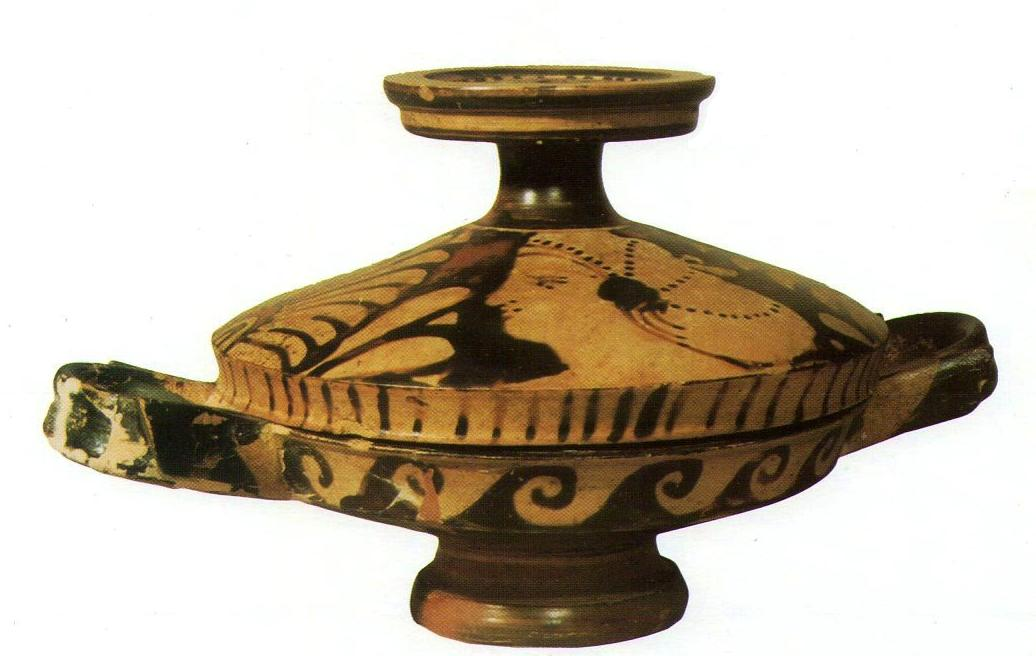
Lekane a figure rosse

L'Antiquarium stabiano venne inaugurato nel 1957 per volere di Libero D'Orsi, il quale, nel 1950, aveva intrapreso una campagna di scavi sulla collina di Varano, per riportare alla luce le vestigia dell'antica città romana di Stabiae: il museo fu realizzato in diversi ambienti di una scuola media di Castellammare di Stabia del quale Libero D'Orsi era preside, e arrivò a raccogliere oltre 8.000 reperti, non solo provenienti dalle ville stabiane, ma anche dalle altre costruzioni che nel corso degli anni venivano esplorate nel territorio che un tempo facevano parte del cosiddetto ager stabianus; rimasto aperto fino alla fine degli anni novanta, fu chiuso in attesa di una miglior collocazione. Inoltre, gran parte della collezione è stata rimossa dalla sua posizione originale per far parte delle mostre Otium Ludens ed In Stabiano, mentre una piccola parte dei reperti è stata trasferita al museo diocesano sorrentino-stabiese. L'Antiquarium stabiano è stato sostituito nel 2020 dal Museo archeologico di Stabia Libero D'Orsi, che ne ha inglobato la collezione, ubicato nella reggia di Quisisana.

## Descrizione

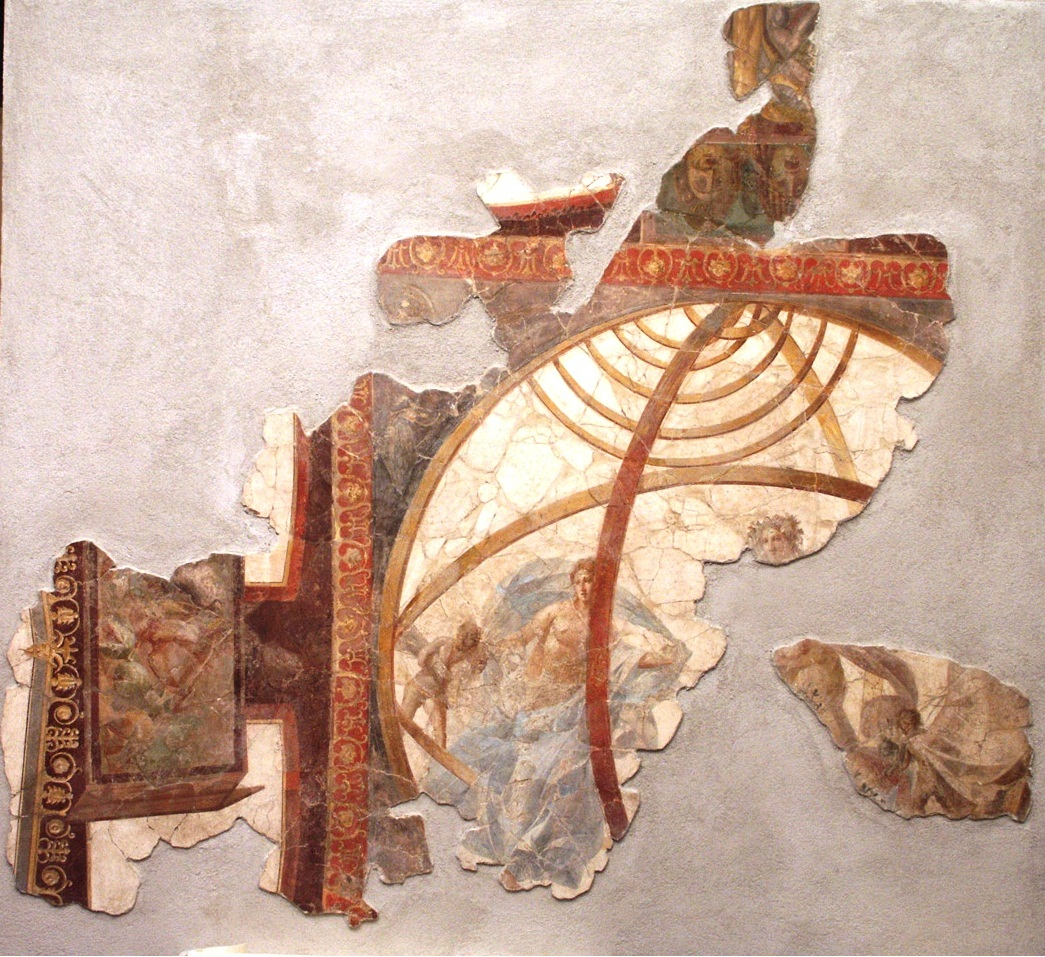
Il Planisfero

Il museo si articolava in undici sale, di cui due, la cinque e la dieci erano utilizzate come deposito. La Sala I conteneva due bacheche, sedici antefisse, quattro anfore e un dolia tutti in terracotta, due stele funerarie, due capitelli dorici in tufo risalenti al IV secolo a.C. e cinquantasei affreschi, provenienti per la maggior parte dell'atrio di Villa San Marco: tra queste si ricordano Edipo interroga la Sfinge, Paesaggio con scena mistica, Paesaggio fluviale nilotico con architettura, Giove redimito, Dioniso, Pan musico e caprone, Atteone sbranato dai lupi e resti di intonaci raffiguranti volti di donne, animali e pesci; nella stessa sala era esposta una testa raffigurante Medusa ed un frammento di parete proveniente da Villa Sant'Antonio Abate, sul quale è riportato il graffito:
Si tratta di un reperto fondamentale per la storia stabiana in quanto è la più antica testimonianza scritta nella quale si riconosce la parola Stabiani.

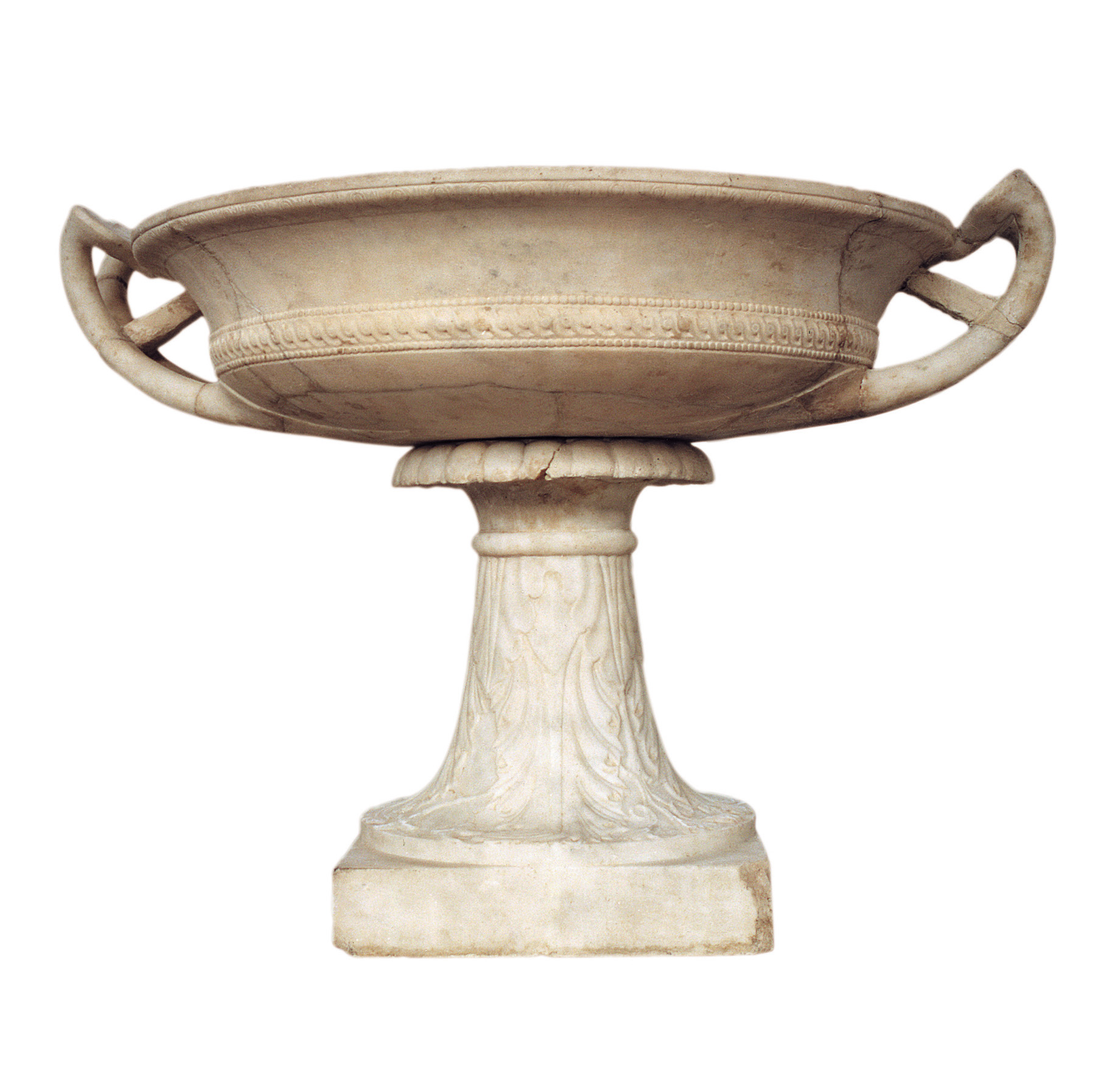
Labrum

Nella Sala II erano raccolti ventisei stucchi provenienti da Villa Petraro, in particolar modo dagli ambienti termali, tra cui quelli raffiguranti due pugili, Dedalo e Pasifae, Aura su Cervide, Psiche, Narciso, Eros, la Personificazione del fiume Sarno, un Satiro con capro e un Satiro con rython e numerosi frammenti di affreschi staccati sia da Villa San Marco che da Villa Arianna con la Quadriga di Elios, Apollo arciere, Pastore e caprone, Paesaggio di villa marina e il Gruppo del Teseo. Seguivano poi quattro bacheche all'interno delle quali erano raccolti oltre duecento oggetti ritrovati nelle necropoli stabiane: in particolar modo vasi corinzi, campani e sannitici, buccheri, una kylix attica della scuola dei miniaturisti; erano conservati anche reperti di origine romana come un piatto in pasta vitrea, cerniere di porte, lucerne e ventidue oggetti in vetro.
Nella Sala III erano esposti nove anfore, un'olla, uno stamnos in terracotta e trentotto quadretti provenienti da Villa San Marco e Villa Arianna: dalla prima si ricorda il Planisfero, Melpomene, Minerva, il Cavaliere a caccia, Medusa Passardi, Hermes e diversi paesaggi e nature morte, come raffigurazioni di fogliame, selvaggina e fichi, mentre dalla seconda Teseo trattenuto da Minerva, Centauro marino con fanciullo, Centauro con fanciulla e donna e l'Estetica; completano la sala altri centosettanta pezzi ritrovati nelle necropoli tra cui vasi corinzi e attici, fibule, oggetti in bronzo e vasi per impasto.

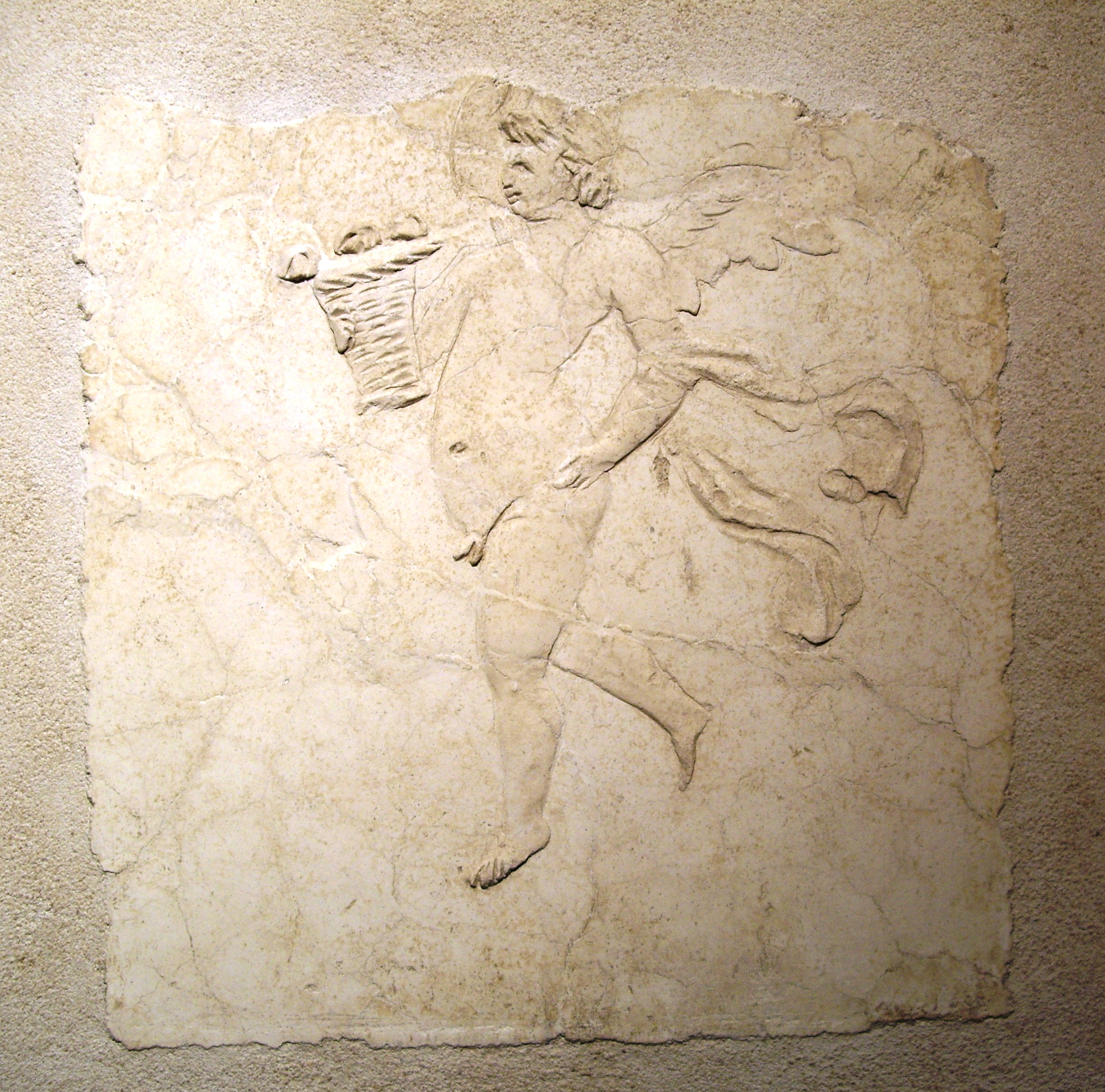
Amorino con cesto

Nella Sala IV si trovavano gli affreschi staccati da Villa Carmiano, caratterizzati dallo stampo tipicamente ellenistico: tra le varie opere il Trionfo di Dioniso, Bacco e Cerere, Nettuno e Amimone, un Sileno, un Satirello e un affresco raffigurante Tetide che trasporta Achille su un ippocampo all'isola dei beati; era poi ricostruito un larario, con edicola in stucco incorniciato da due colonne, sul cui fondo è dipinta Minerva armata e seduta su un trono: l'opera si conclude con il disegno di un serpente nell'atto di mangiare delle uova e della frutta, offerti dai proprietari della villa. Da un cubicolo della stessa villa inoltre proveniva un quadretto di tipo erotico raffigurante una copulazione a tergo.
La Sala VI, dalle dimensioni ridotte, ospita sessantadue frammenti di affreschi, come una donna addolorata, un amorino ed una testa di vecchio, delle testa in stucco bianco e sessantasei tra gusci di ostriche e conchiglie; sulle pareti erano apposti tre resti di pavimento in opus sectile e una raffigurazione di un uomo orante nei pressi di una tomba, di fattura che ricorda la futura pittura impressionistica.
All'interno della Sala VII era conservata una tomba ad incinerazione, risalente all'età del ferro con tutto il suo corredo: all'interno erano ossa bruciate, un coltello, anelli e fibule, mentre all'esterno tredici vasi arcaici. Nelle diciotto bacheche esposte lungo le pareti erano conservati pezzi di ceramica attica, corinzia ed etrusca o di fattura locale, oggetti in bronzo ed in ferro: in tutto si contavano oltre un migliaio di reperti, provenienti in larga parte dalla necropoli di Madonna delle Grazie. Nella stessa sala erano esposti quattordici affreschi, tra cui diverse nature morte ed un quadretto proveniente dal tepidarium di Villa San Marco, sette capitelli marmorei, due lapidi in marmo, due anfore in terracotta, una macina ed un mortaio.

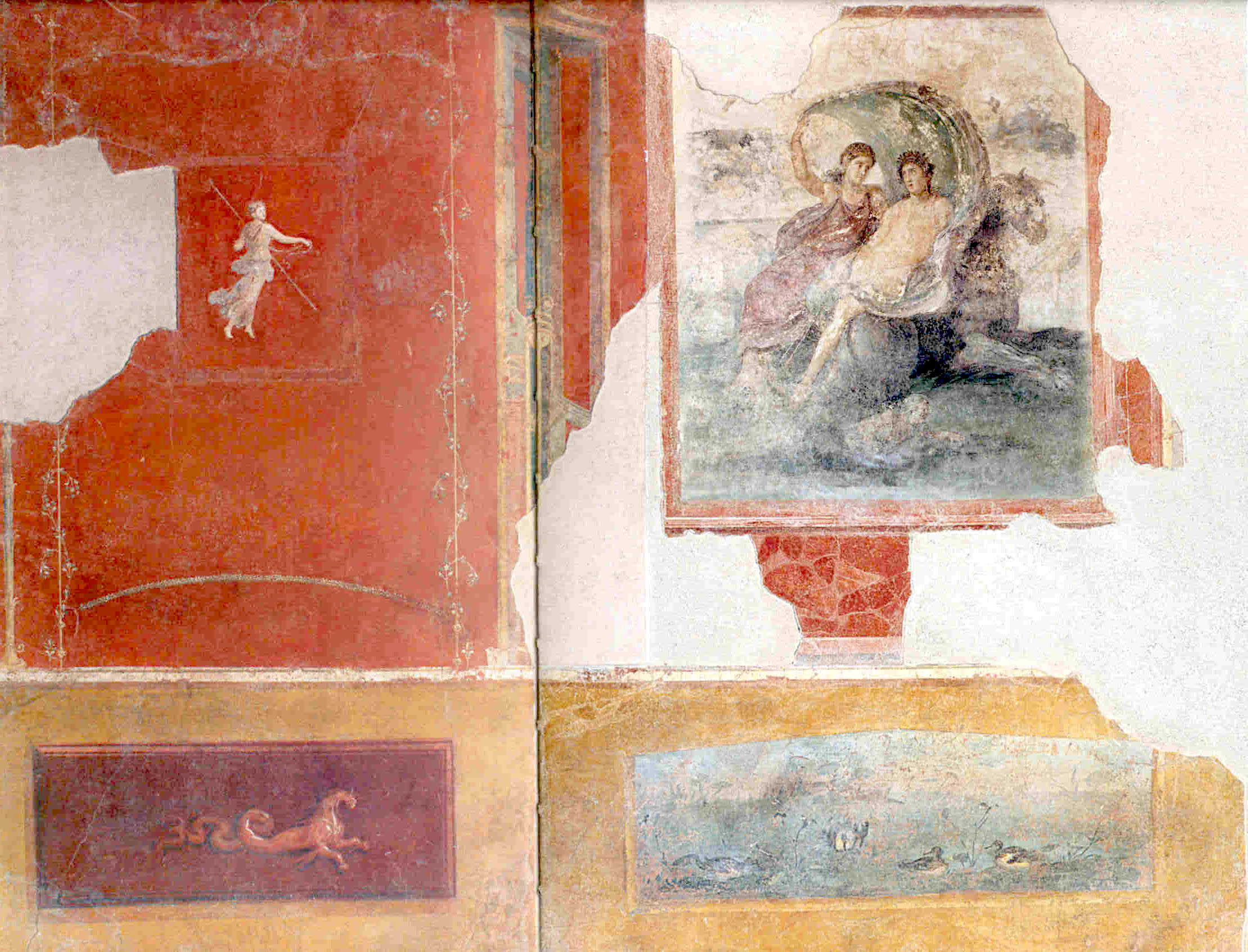
Pannello di Bacco e Cerere

Nella Sala VIII erano conservati reperti ritrovati durante la costruzione della cappella di San Catello della cattedrale di Castellammare di Stabia: basi di colonne, capitelli, sarcofagi con coperchi, lapidi, due steli funerarie, statue, fregi e anfore in terracotta; caratteristica è l'iscrizione funeraria di Gaio Longinio Proculo, formata da quattordici esametri e scritta in latino classico e il sarcofago di Giulio Longinio, decorato nella parte centrale da Apollo, Minerva e le nove Muse, oltre ad ippocampi, delfini ed amorini. Di rilevante importanza anche un cippo miliare risalente al 121 che testimonia la ripresa della vita nella zona dopo l'eruzione del Vesuvio del 79; tutti questi reperti sono stati trasferiti al museo diocesano sorrentino-stabiese. Completavano la sala due statue in marmo sarnese, proveniente da una villa rustica ritrovata nel fondo Pellicano e oggetti da cucina in bronzo ritrovati a Villa Carmiano.
Anche all'interno della Sala IX erano presenti altri reperti provenienti dalla cattedrale, in particolare settantasei oggetti di epoca romana e cristiana come lucerne, frammenti di vetro e d'osso ed una fibula in avorio raffigurante i santi Pietro e Paolo nell'atto di abbracciarsi. Erano conservati anche reperti di epoca più recente come un monumento sepolcrale del XVI secolo ed una lastra marmorea affissa su un torre di guardia della città, chiamata Torre Alfonsina, che riportava due iscrizioni una del 1635, l'altra 1795. Su una parete era collocato un portale in piperno del XV secolo, staccato dall'antica chiesa dedicata a San Francesco, poi abbattuta: anche questo, insieme agli altri oggetti di questa sala sono conservati nel museo diocesano sorrentino-stabiese. In una bacheca era inoltre esposta lo scheletro di una donna stabiana morta durante l'eruzione del Vesuvio nel 79.
Nella Sala XI erano esposti 27 frammenti di affreschi di soffitto e 50 frammenti di affreschi parietali raffiguranti donne in corsa, animali, un sileno ed altri di dubbia identificazione, cinque corredi funerari provenienti dalla necropoli di Madonna delle Grazie, anfore in terracotta, lapidi, un capitello ed una meridiana; erano presenti tre sculture: due ritrovate all'interno di Villa del Pastore, ossia la statua del Pastore ed un labrum di una fontana ed un cratere in alabastro, proveniente dalla piscina di Villa San Marco. Infine due pezzi di pareti contenenti dei graffiti in lingua greca, di cui uno erotico, staccati da Villa Arianna e tre lastre funerarie proveniente una dalla villa del fondo Pellicano e le altre due dal sepolcreto dei Virtii.

## Collezione
Lista di alcune opere che facevano parte della collezione del museo, spostate poi al Museo archeologico di Stabia Libero D'Orsi.
| Soggetto/Titolo    | Tipologia | Data            | Provenienza               |
| ------------------ | --------- | --------------- | ------------------------- |
| Bacco e Cerere     | affresco  | I secolo        | Villa Carmiano            |
| Cratere            | scultura  | I secolo        | Villa San Marco           |
| Eros e Dioniso     | affresco  | I secolo        | Villa Arianna             |
| Figure volanti     | affresco  | I secolo        | Villa Arianna             |
| Hermes             | affresco  | I secolo        | Villa San Marco           |
| Ippolito           | affresco  | I secolo a.C.   | Villa Arianna             |
| Labrum             | scultura  | I secolo        | Villa del Pastore         |
| Minerva            | affresco  | I secolo        | Villa San Marco           |
| Minerva            | statua    | III secolo a.C. | Scarico votivo di Privati |
| Narciso            | stucco    | I secolo        | Villa Petraro             |
| Nettuno e Amimone  | affresco  | I secolo        | Villa Carmiano            |
| Pastore            | statua    | I secolo        | Villa del Pastore         |
| Pilade             | affresco  | I secolo        | Villa Arianna             |
| Planisfero         | affresco  | I secolo        | Villa San Marco           |
| Psiche             | stucco    | I secolo        | Villa Petraro             |
| Satiro con capro   | stucco    | I secolo        | Villa Petraro             |
| Satiro con rhyton  | stucco    | I secolo        | Villa Petraro             |
| Trionfo di Dioniso | affresco  | I secolo        | Villa Carmiano            |